# Butterfly Knoll
La Butterfly Knoll (collinetta a farfalla) è uno dei picchi rocciosi che costituiscono i La Grange Nunataks, situata 4,5 miglia nautiche (8 km) a sudovest del Monte Beney, nella Catena di Shackleton, nella Terra di Coats in Antartide.
Nel 1967 fu effettuata una ricognizione aerofotografica da parte degli aerei della U.S. Navy. Un'ispezione al suolo fu condotta dalla British Antarctic Survey (BAS) nel periodo 1968-71.
Ricevette l'attuale denominazione nel 1971 dal Comitato britannico per i toponimi antartici (UK-APC), in quanto la sua forma vista in pianta ricorda quella di una farfalla.